# Arabi

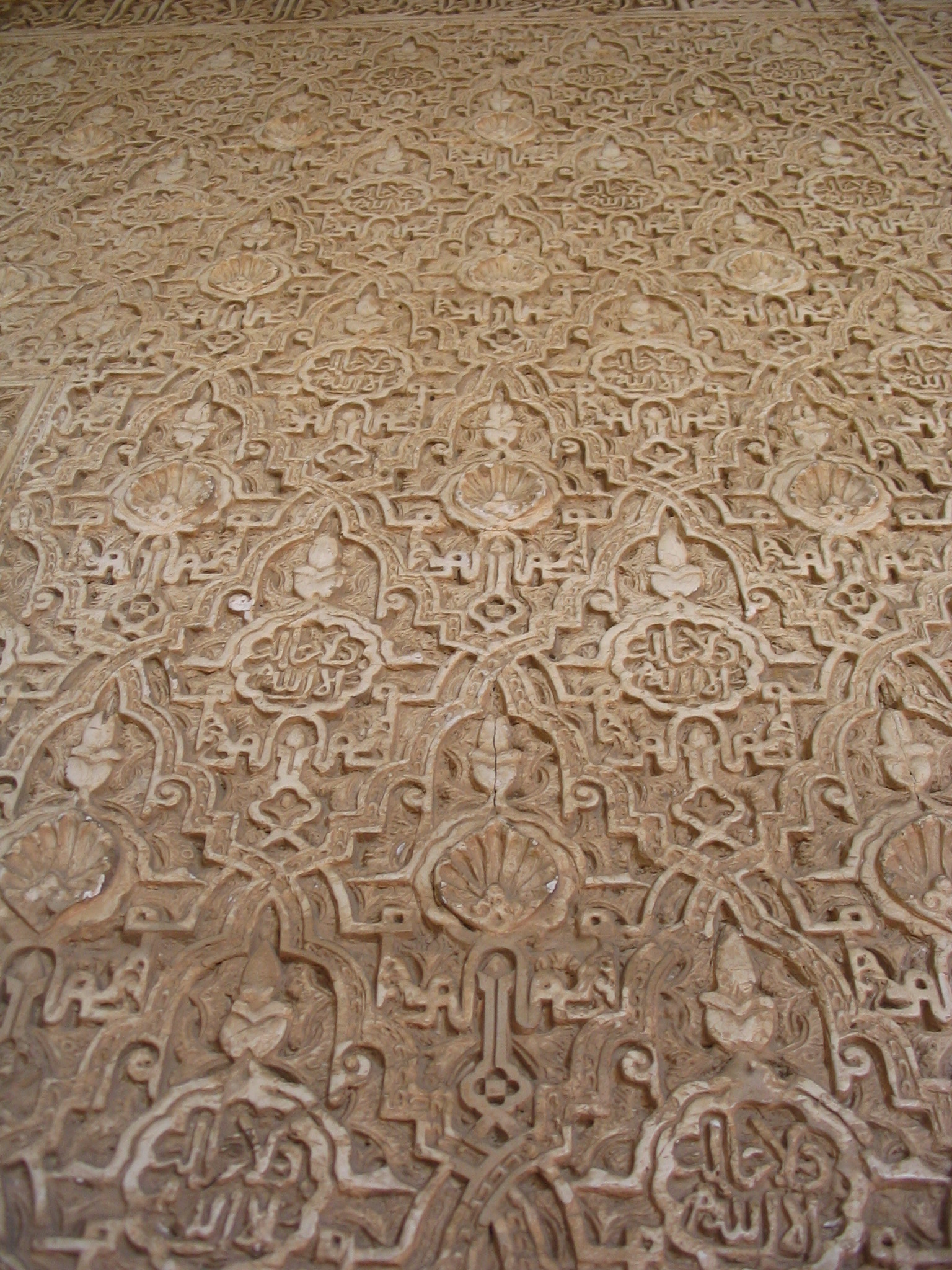
Arabesco nell'Alhambra di Granada. Nelle formelle si legge il motto nasride wa lā ghālib illā Allāh (E non c'è altro vincitore se non Iddio).

Gli arabi (o gente del ḍād) sono il gruppo etnico di madrelingua araba originario della penisola arabica che, col sorgere dell'Islam, a partire dal VII secolo ha guadagnato grande rilevanza nella scena storica mondiale, insediandosi in circa una ventina di attuali Paesi.
Oggi gli Arabi sono circa 450 milioni, la maggior parte dei quali vive nei Paesi aderenti alla Lega Araba, e costituiscono di fatto il secondo gruppo etnico al mondo per dimensione dopo i Cinesi Han.
La parola non ha etimo certo, sebbene sembri stia a significare "nomadi", e viene utilizzata da tutte le fonti antiche delle popolazioni confinanti: assire (ar-ba-a-a e a-ri-bi), la Bibbia (carab), le fonti greche (αραβες, αραβιοι), latine (arabes), i testi sudarabici (crb e c ɔrb) e aramaici (carabaya), ad indicare i nomadi del deserto loro confinanti, indipendentemente dal fatto che fossero di lingua araba o meno, poiché nessuna di queste denominazioni sembra avere connotazione linguistica.
Dal punto di vista linguistico è annoverata solo qualche iscrizione in lingua araba o con arabismi, ma tutte scritte con altri alfabeti, ad eccezione della stele di Namara del 329 d.C.
Tra il II e il V secolo d.C. gli Arabi come aggregato di tribù scompaiono dalle fonti. Ricompaiono nel IV-V secolo come minoranza di confine a sud nel regno himyarita e a nord nel regno ghassanide. In questo periodo gli arabofoni, con particolare riferimento ai personaggi scelti come illustri precursori dagli scolastici arabo-islamici, scrivono in altre lingue: greco, aramaico e sabeo.

Il mondo arabo attuale: i 23 (29) Paesi membri della Lega Araba. Questa è la definizione estesa di mondo arabo, che include anche popoli non strettamente arabi quali i Somali e gli abitanti della Mauritania e di altri Paesi parlanti lingue diverse dall'arabo, ma comunque parte della Lega Araba e di una cultura comune con i paesi "arabi" in senso stretto.

È solo nel VII secolo che l'arabo e gli Arabi si affacciano al mondo grazie al Corano e alla fede islamica. Il Profeta muore nel 632, dopo essere entrato trionfalmente a Mecca nel 630: si inaugura così l'entità politica conosciuta come il Califfato dei Rashidun (Califfato degli "Ortodossi", o, erroneamente, "ben guidati).
Guidati da quattro califfi che furono molto vicini al Profeta, gli Arabi conquisteranno in un'espansione fulminea vastissimi territori. Quest'esperienza terminerà nel 661 per lasciare spazio al Califfato degli Omayyadi. Secondo Retsö furono gli Omayyadi che si arrogarono il termine "Arabi", lasciando ai più recenti correligionari l'etnonimo di provenienza (Siriani, Persiani, Egiziani, ecc.).

## Storia
La storia dei popoli arabi può essere divisa in sette grandi periodi:
- l'età preislamica
- l'Islam e il califfato "ortodosso"
- Il califfato omayyade
- Il califfato abbaside
- L'imamato fatimide
- Le dinastie locali sorte dopo la caduta del Califfato abbaside
- L'epoca contemporanea e gli stati moderni

### L'età preislamica
Nel VI secolo, la penisola arabica era abitata, nelle sue aree centrali e settentrionali, da tribù nomadi indipendenti mentre in quelle meridionali erano attivi, sotto il nome di Himyariti (i latini Homerites), gli eredi dei grandi regni sabei, del Hadramawt, del Qataban, di Awsan e dei Minei, tutte culture sedentarie estremamente progredite nelle conoscenze idrauliche e assai attive fin dal secondo millennio a.C. nel commercio dei cosiddetti aromata, fra cui il famoso incenso, assai richiesti in area mediterranea, mesopotamica e iranica.
I beduini, abitanti delle steppe arabe, erano invece dediti al piccolo e grande nomadismo a causa del loro speciale modo di produzione che si legava strettamente all'allevamento di ovini e del dromedario (arabo jamal, collettivo ibil) e assaltando altri gruppi nomadi o le carovane dei mercanti. Erano politeisti e il santuario della Mecca era forse il più importante centro di incontro sia religioso sia commerciale, quanto meno nella regione del Ḥijāz.
Nei primi periodi dall'egira, mediante una rilettura storica del periodo preislamico per esigenze politiche, piuttosto che linguistiche, i beduini preislamici sono stati raggruppati, in due blocchi: gli ʿarab ʿariba, "arabi puri", perché parlanti l'arabo, che sono fatti risalire all'eponimo yemenita Qaḥṭān, e gli ʿarab mustaʿriba, "arabi arabizzati", cioè popolazioni con stile di vita assimilabile, ma che hanno imparato la lingua sacra dalle tribù arabofone, risalenti a ʿAdnān. In maniera sorprendente, la tribù Quraysh, quella di Maometto, appartiene agli ʿadnaniti, probabilmente per bilanciare l'equilibrio tra le due fazioni politiche, poiché i quahtanidi non potevano vantare parentele col Profeta.
All'inizio del VII secolo, Maometto riuscì a fare degli Arabi una nazione, fondando uno Stato teocratico.

### Il profeta Maometto (570 ca-632)
Nel 570 circa, alla Mecca nacque Maometto, mercante, futuro profeta dell'Islam e fondatore della terza religione monoteistica abramitica in ordine di tempo. Nel 610 Maometto ebbe alcune visioni dopo essersi ritirato sul monte Hirà, per opera dell'Angelo Gabriele. Cominciò così a professare quella che considerava la religione originaria dell'uomo, l'Islam. Gli abitanti della sua stessa città credevano però che una religione monoteista sarebbe stata un pericolo per gli assetti sociali ed economici e cercarono di isolarlo e contrastarlo fino a minacciare la sua incolumità fisica. Maometto mandò i più indifesi dei suoi pochi seguaci dapprima in Etiopia (Piccola Egira) e poi decise di trasferirsi a Yathrib (poi Medina) nel 622. Il suo allontanamento (egira) segnò l'inizio dell'era islamica e nei Paesi islamici è ancora usato questo conteggio di anni.
Il profeta Maometto, con una serie di battaglie e di conversioni, conquistò dapprima ampie parti del Hijàz e infine nel 630 la Mecca. Maometto morì nel 632.

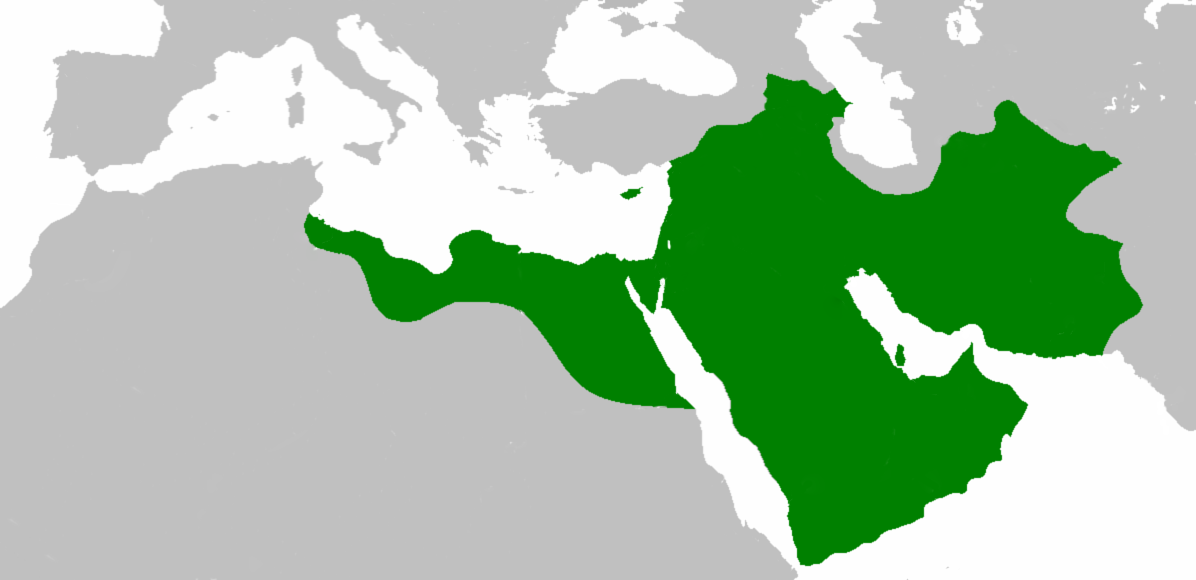
In verde i territori del Califfato dei Rashidun nel 654.

Gli Arabi elaborarono nello stesso giorno della morte del profeta islamico l'istituto califfale e scelsero come primo califfo Abū Bakr, che rinsaldò la struttura politica e sociale del nuovo Stato dei credenti (Umma), piegando all'obbedienza di Medina le tribù della Penisola che intendevano recuperare la loro libertà d'azione precedente alla loro conversione.
Con il secondo califfo ʿUmar ibn al-Khaṭṭāb cominciò invece l'età delle conquiste (Siria, Palestina, Egitto, Mesopotamia e Persia occidentale).
Già per disposizione del primo califfo, Abū Bakr, ma assai più per volontà del terzo califfo ʿUthmān b. ʿAffān, erano state intanto raccolte le tradizioni orali e i pochissimi appunti in qualche modo scritti relativi al Corano, il libro sacro dell'Islam, che è un testo di legge, oltre che di morale e di storia passata, anche mitica. Il Corano, tra i tanti altri precetti etici, autorizzava, e in certi casi ordinava il ricorso alle armi (il jihād cosiddetto minore) per difendersi dai propri nemici ma anche per diffondere la religione di Allāh tra i pagani.
I successori politici del profeta Maometto, i califfi, avviarono una fortunata e rapida espansione territoriale, occupando Gerusalemme e Damasco, annettendo la Mesopotamia e annientando l'Impero persiano sasanide.
Al 717 risale l'assedio di Costantinopoli, nel corso del quale fu però distrutta la flotta araba, impedendo temporaneamente l'espansione verso la penisola balcanica.
Nel 711, gli Arabi conquistarono la penisola iberica, ponendo fine al regno visigoto, e passarono i Pirenei, ma nel 732 furono fermati nella battaglia di Poitiers dai franchi di Carlo Martello. Nel Mediterraneo gli Arabi (detti talora saraceni) conquistarono la Sicilia e si spinsero con continue scorrerie verso le coste della Sardegna e della Corsica, oltre che verso un tratto della costa provenzale e parte della Calabria, della Puglia e della Campania
La diffusione del dominio arabo-musulmano non fu solo dovuta ai successi militari ma fu favorita dal fatto che molte popolazioni, soggette in precedenza ai Bizantini o ai Persiani sasanidi, preferirono sottomettersi agli Arabi piuttosto che pagare le fortissime tasse richieste dai dominatori nel loro intento di porre rimedio alle enormi distruzioni susseguite al pluridecennale confronto armato tra Costantinopoli e Ctesifonte.
Secondo la legge coranica i convertiti ottenevano pieni diritti civili ed erano obbligati al versamento della sola imposta personale della (zakāt), mentre coloro che - come zoroastriani, ebrei e cristiani - preferivano restare fedeli alla propria religione erano tenuti a pagare un'imposta personale non esorbitante (jizya), mantenendo libertà assoluta di culto e, con qualche limitazione, di commercio, seguitando inoltre a gestire in piena autonomia il proprio statuto personale (matrimonio, divorzio, eredità).
Un importante tramite fra mondo islamico e cristiano latino furono gli ebrei. Se non si è ancora ben certi di chi fossero in realtà i radaniti che operarono fra al-Andalus e le regioni franche al di là dei Pirenei, siamo però ben documentati circa l'azione intermediatrice svolta da un po' tutti gli ebrei spagnoli che, sfruttando la benevolenza dei governi islamici, si avvalsero della loro possibilità di aggirare la norma coranica che vieta il cosiddetto "commercio di denaro" ai musulmani e, in definitiva di lucrare sulle plusvalenze.
In al-Andalus gli ebrei sefarditi costituirono una fondamentale classe mercantile che godeva in qualche misura del vantaggio di un analogo statuto giuridico concesso loro dal mondo cristiano che conosceva un identico divieto di conseguire interessi economici su un capitale, importando ed esportando le preziose merci prodotte nell'area islamica e trafficando sui beni che riusciva a produrre il mondo cristiano latino (un esempio è rappresentato dal panno di lana), oltre a tutte le materie prime (specialmente ferro e legname) che difettavano in al-Andalus.

### Il rapporto con gli ebrei
L'apporto ebraico non fu tuttavia solo di tipo economico-finanziario bensì, in misura tutt'altro che trascurabile, anche scientifico e artistico e soprattutto letterale. A causa dei divieti islamici che impedivano agli ebrei determinate professioni (soldato, giudice e proprietario terriero), gli israeliti furono indirettamente costretti a occuparsi oltre che di commercio anche di tutte le cosiddette professioni "liberali" (nel senso di libere), tra cui quelle di medico, farmacista, studioso e traduttore, trovando benevola e conveniente accoglienza nella società islamica andalusa, giungendo a occupare non di rado importanti funzioni burocratico-amministrative (anche ai massimi livelli vizirali) nella macchina governativa islamica.

### Cultura araba
L'elemento arabo portò all'Occidente cristiano nuove conoscenze tecnologico-scientifiche, specie nell'agricoltura, ma sconosciute (canna da zucchero, carciofo, riso, spinaci, banane, zibibbo, cedri, limone, arancia dolce e cotone, come pure spezie di vario tipo, quali la cannella, i chiodi di garofano, la noce moscata - ossia di Masqat - il cardamomo, lo zenzero o lo zafferano) ovvero reintroducendo colture abbandonate dalla fine del cosiddetto periodo classico "antico" (innanzi tutto l'ulivo e l'albicocco). Altri fondamentali apporti furono nella scienza della matematica, l'algebra e la trigonometria, il sistema decimale e il concetto dello zero (elaborati in ambito indiano). Un'altra innovazione tecnologica attribuita agli Arabi è l'introduzione in Occidente della bussola, già in uso in Cina.
I musulmani svilupparono grandemente la medicina, l'alchimia (genitrice della moderna chimica) la geometria e l'astrologia, con gli annessi studi astronomici (da ricordare l'introduzione dell'astrolabio). Anche nella filosofia il loro apporto contributivo per l'Europa continentale fu formidabile e, grazie alle traduzioni da essi approntate o da essi commissionate, si tornò a conoscere non pochi testi di filosofia e di pensiero scientifico prodotto in età ellenistica. Grazie a tali traduzioni l'Europa occidentale e centrale (che aveva quasi del tutto cancellato il ricordo del retaggio culturale espresso nell'antichità classica in lingua greca) tornò in possesso di opere da tempo trascurate e a rischio di totale oblio.
I musulmani sotto dominazione abbaside, fatimide e andalusi crearono biblioteche e strutture d'insegnamento pubbliche che - come nel caso di Cordova - costituirono di fatto le prime università del Vecchio Continente, alimentate dal sapere della cultura persiana antica, da quella indiana e da quella greca ed ebraica. In Occidente la fama di medici quali Avicenna e Razī divenne duratura, tanto che i loro lavori divennero libri di testo fino al XVIII secolo, mentre di notorietà non minore fruirono gli studi di filosofi quali Averroè (che di Aristotele "il gran Comento feo", diceva Dante Alighieri 1 4 144) e Geber, considerato per secoli anche in ambito cristiano il più grande alchimista.

### Istituzioni politiche e sociali arabe
Classi sociali nelle zone conquistate dagli Arabi:
1. Il potere politico era in toto riservato all'elemento islamico conquistatore.
2. I convertiti all'Islam (mawali) avevano teoricamente gli stessi diritti dei musulmani di prima generazione ma per tutto il I secolo islamico (VII-VIII d.C.), sia in Asia e in Africa, sia in al-Andalus, i diritti politici pieni furono loro speciosamente negati dai conquistatori che li forzarono talora a pagare tributi cui i convertiti dovevano in teoria essere del tutto esentati, assoggettati come sarebbero dovuti essere alla sola zakat.
3. I non-musulmani godevano di diritti civili alquanto ridotti e pagavano tributi non eccessivi (jizya e kharāj) ma in ogni caso più gravosi di quelli dovuti dai musulmani.
4. Gli schiavi - pur trattati con relativa umanità - non avevano diritti politici ed economici, anche se, a partire dal IX secolo d.C., fu loro aperta la carriera militare. Massimamente preferiti erano per il "mestiere delle armi" i Saqaliba (all'incirca traducibile con "Schiavoni"), provenienti dalle aree balcaniche ma anche dalle regioni franco-germaniche e dalla stessa Italia.

### Il periodo dopo la morte del profeta Maometto
Dalla morte di Maometto, nel 632, fino al 661 si succedettero alla guida dei musulmani quattro califfi elettivi che mantennero la capitale a Medina e che i musulmani definiscono "ortodossi" (al-rāshidūn).
Intorno al 661 i musulmani cominciarono a differenziarsi. Dapprima con il kharigiti, con l'alidismo (poi evoluto nello sciismo), con il mutaziliti e, infine col sunniti.
Punto di grande divergenza fu a chi competesse guidare la Umma islamica, coi kharigiti che indicavano il migliore dei musulmani, a prescindere dalla sua razza e dalla sua condizione sociale, con gli alidi (poi sciiti) che limitavano alla sola famiglia stretta del profeta Maometto (la Ahl al-Bayt) tale diritto e con i sunniti che, pur preferendo che il califfo fosse arabo e della stessa tribù del Profeta, non indicavano tutto questo come condizione dirimente e assoluta, tanto che nel XIII secolo Ibn Taymiyya, un noto pensatore hanbalita, pensava possibile un califfato mamelucco, e quindi turco, per il fatto che proprio i Mamelucchi erano stati in grado di evitare la catastrofica avanzata mongola con la vittoria inattesa di Baybars ad ʿAyn Jālūt (La fonte di Golia), in territorio palestinese.
Nel 661 fu istituita la dinastia degli Omayyadi, il califfato divenne ereditario e la capitale fu spostata a Damasco: nel 750 prese il potere la dinastia degli Abbasidi e la capitale fu portata a Baghdad, anche se per qualche decennio fu edificata una nuova capitale a Sāmarrāʾ, nell'attuale Iraq.

### I califfi "ortodossi"
Nel 632, alla morte del profeta Maometto nella penisola arabica le opposizioni interne erano state sconfitte ed era stata raggiunta l'unità religiosa degli arabi. I territori circostanti erano controllati in gran parte dall'impero bizantino e dalla dinastia persiano-sasanide.
Vari furono i motivi che spinsero gli arabi alla successiva campagna di conquiste, da un lato scontri passati con le forze persiane avevano dimostrato la superiorità della cavalleria leggera araba sui catafratti e si era quindi diffusa la convinzione di poter battere l'impero persiano; dall'altro lato una serie di rivolte interne affrontate dal primo successore del profeta Maometto, suo suocero Abū Bakr (632-634), che ebbe il titolo di califfo, cioè vicario del profeta, spinsero a dirigere la combattività verso obiettivi esterni.
Tutto il governo del primo califfo fu infatti impegnato nella cosiddetta "guerra della ridda", per domare le tribù beduine che pensavano di poter recuperare la libertà d'azione precedente alla loro conversione o alla loro sottoscrizione di un accordo con la Umma islamica di Medina.
Le truppe arabe inviate dal successivo califfo ʿUmar b. al-Khattāb (634-644) riuscirono, con una serie di vittorie sui pur agguerriti eserciti bizantini guidati dall'imperatore Eraclio I, a occupare Damasco. Fatale ai Bizantini fu la battaglia del Yarmuk, in cui una serie di errori da parte dei comandanti dell'esercito guidato dall'Imperatore Eraclio I provocò la disfatta e il ritiro delle truppe bizantine. Nel 638 gli Arabi conquistarono anche Gerusalemme e, nel 642, l'Impero persiano sasanide. Dopo la morte di ʿOmar, sotto la guida del terzo califfo elettivo ʿOthmān ibn ʿAffān (644-656) l'espansione continuò verso l'Armenia, e lungo la costa africana del Mediterraneo fino alla Tunisia.
Tramite contatti con le popolazioni semitiche siriane e con quelle cristiane copte d'Egitto, gli Arabi avevano ulteriormente migliorato le loro già buone tradizioni marinare. Iniziarono quindi a inoltrarsi nel Mediterraneo, dove, battuta la flotta bizantina, occuparono Cipro dando inizio alla talassocrazia araba nel quadrante centrale e occidentale del Mediterraneo; in quello orientale, invece, il controllo dei mari fu sempre aspramente conteso dai BNizantini, che coi loro dromoi (navi) conservarono un'eccellente capacità dissuasiva.

#### Il rafforzamento delle strutture politiche e amministrative
Il califfo ʿOmar si dedicò al rafforzamento delle strutture amministrative. Stabilì con l'istituto del dīwān (amministrazione scritta) che gli infedeli versassero "per essere accolti e protetti" un'imposta personale (jizya) e una tassa fondiaria (kharāj), mentre i musulmani e i convertiti all'Islam pagavano una sola tassa, l'elemosina obbligatoria (zakāt). Lo stato requisì le terre abbandonate dal proprietari di fronte all'avanzata delle truppe, mentre per i proprietari rimasti furono istituite delle tasse fondiarie; inoltre venne creato un efficiente organo amministrativo, che aveva il compito specifico di pagare il soldo ai combattenti e le pensioni alle vedove dei caduti e ai loro figli rimasti orfani (dīwān al-ḥarb, cioè "amministrazione militare").

### I primi conflitti nell'Impero arabo
Al tempo di ʿOthmān cominciarono a delinearsi contrasti e conflitti nel mondo arabo. Il califfo fu accusato di favorire i propri potenti familiari, gli Omayyadi. Contemporaneamente, poiché ʿOthman aveva provveduto a una definitiva redazione scritta del testo coranico, si ribellarono i Qurrà, o "recitatori" del Libro sacro, che contribuirono (con le insoddisfatte popolazioni egiziane e di Kufa) a provocare nel 656 un complotto che finì con l'assassinio dello stesso califfo.
Gli arabi avevano già sconfitto l'Impero Bizantino strappandogli la Siria. Avevano inoltre distrutto, con estrema facilità l'Impero Persiano (637/644). Conquistarono l'Egitto (642) e marciarono lungo la costa dell'Africa, raggiungendo il Marocco.
Nel 711 circa, i Berberi (detti anche "Mori" dagli Europei) diventarono padroni della Spagna.

#### ʿAlī ibn Abī Ṭālib
Per alcuni anni il califfato fu retto da ʿAlī b. Abī Ṭālib, cugino e genero del profeta Maometto, che dovette lottare contro gli Omayyadi e affrontare la rivolta scismatica del kharigiti, culminata nel 661 nell'assassinio dello stesso ʿAlī, ucciso da un kharigita avverso tanto a lui quanto al suo antagonista Muʿāwiya b. Abī Sufyān, che chiedeva si punissero i responsabili dell'omicidio del suo parente ʿOthmān e che sarà il fondatore della dinastia omayyade. L'uccisione di ʿAlī causò la nascita di un forte sentimento alide che più tardi evolverà nello Sciismo, che sosteneva per ʿAlī e i suoi diretti discendenti il legittimo potere califfale.
Dal 661, fino al 750, il califfato diventò dinastico e fu retto da una serie di califfi appartenenti tutti alla famiglia omayyade, del ramo sufyanide dapprima e di quello marwanide poi.

### Il califfato arabo degli Omayyadi
Nel 732 furono respinti a Poitiers (Francia) da Carlo Martello.
A causa della sua vastità l'impero, verso la metà dell'VIII secolo, entrò in crisi. La dinastia omayyade dovette affrontare l'opposizione alide e il crescente malumore dei convertiti non arabi (mawālī), insofferenti del sistema burocratico e fiscale con il quale gli Omayyadi controllavano l'impero.

Entrambi contribuirono al successo della rivolta guidata dalla famiglia meccana degli Abbasidi che nel 750, dopo una serie di vittorie militari, presero il potere e sterminarono gran parte della famiglia degli Omayyadi. L'unico superstite si rifugiò in al-Andalus dove fu acclamato come emiro dopo aver sconfitto il vecchio governatore che s'era reso in quei frangenti autonomo. I suoi discendenti, nel X secolo, ripresero il titolo di califfo con ʿAbd al-Raḥmān III.

### Il califfato degli Abbasidi
Da al-Mansūr ad al-Mutawakkil il califfato produsse l'epoca d'oro islamica, con un impero vastissimo che toccava da una parte l'Atlantico e dall'altra penetrava nel sub-continente indiano. L'eccessiva ampiezza fece lentamente collassare il sistema, con un'amministrazione fiscale sempre più preoccupata a drenare risorse per forze armate pletoriche e relativamente efficienti e disciplinate. Questo aveva perso le sue caratteristiche nazionali e, se già con la caduta degli Omayyadi s'era persa la caratterizzazione araba a vantaggio di quella iranica, con il califfato di al-Muʿtaṣim aveva fatto il suo prepotente ingresso sulla scena l'elemento turco. Inizialmente schiavo, l'elemento turco prese via via consapevolezza della sua forza e della sua centralità nella risoluzione delle continue tensioni che muovevano la periferia contro il centro.
L'enorme dilatazione del califfato e la sempre minor efficienza dell'amministrazione favorirono rivendicazioni nazionali e, dopo l'autonomia di governo riconosciuta dagli Abbasidi ad Aghlabidi e Tahiridi, si ebbero le prime esperienze indipendentistiche, di cui la prima fu quella dei Tulunidi in Egitto e Siria (si veda Storia dell'Egitto tulunide). Si formarono così, con l'andare del tempo, emirati e sultanati indipendenti, non di rado in lotta fra loro. Tutto ciò moltiplicò le corti dando nuovo respiro all'economia, in grado ora d'investire sul posto senza essere costretta ad arricchire il solo centro dell'impero, oltre che alla scienza e alle attività culturali in genere grazie a una vivace committenza da parte dei vari sovrani.

## La conquista ottomana di gran parte dei domini arabi
Un importante sconvolgimento politico e una nuova configurazione del Vicino Oriente arabo fu rappresentato dalla vittoria dei Turchi ottomani sui Mamelucchi circassi d'Egitto, Siria e parte d'Arabia, con la vittoria nel 1517 degli eserciti del sultano ottomano Selīm I nella battaglia di al-Raydaniyya.
Le campagne di Selīm I ricostituirono in qualche modo, seppur parzialmente, lo scomparso dominio califfale abbaside, anche se, ancora una volta, i territori dell'estremo Maghreb (Maghreb al-Aqṣā), corrispondente all'incirca all'attuale Marocco, conservarono la loro piena indipendenza, e del tutto estranee al potere di Istanbul e, anzi, fortemente ostili, rimasero le terre iraniche, che con i Safavidi conobbero una vistosa crescita economica e culturale.
Gli Arabi, nella loro quasi totalità, divennero perciò sudditi ottomani e così rimasero fino al termine della prima guerra mondiale, in cui l'Impero ottomano crollò sotto i colpi degli Alleati.
La nascita di realtà nazionali arabe diventa una realtà alla fine dell'VIII secolo, quando la contrapposizione religiosa tra sunniti e alidi porta alla nascita della dinastia idriside di Fez, o quando la necessità di un decentramento in una realtà gigantesca e sempre meno efficiente come quella del califfato comporta la necessità di forme di autonomismo (il primo caso fu quello del ato militare aghlabide in Ifrīqiya, nell'odierna Tunisia, seguito da quello dei Tulunidi in Egitto).
Le dinastie (in arabo dawla, termine significativamente destinato, secoli dopo, a indicare lo Stato nazionale) convivono quindi accanto a una realtà califfale in progressiva crisi istituzionale e in deciso ripiegamento, fino alla decisiva e drammatica caduta di Baghdad e di ciò che restava dell'antico potere abbaside per mano dei guerrieri mongoli di Hulegu nel 1258.

### Gli Arabi in Italia
La grande offensiva araba che investì il Mezzogiorno d'Italia nel corso dell'VIII e IX secolo ebbe come principale attrice la dinastia degli emiri aghlabidi che, a partire dall'800, aveva consolidato la propria posizione in quella regione che gli Arabi chiamavano Ifrīqiya, corrispondente sostanzialmente alla Tunisia, a parte dell'Algeria occidentale e a piccole porzioni della Cirenaica.
La penetrazione araba in Sicilia ebbe inizio nell'827, sostenuta, in chiave anti-bizantina, dal nobile locale Eufemio da Messina. Nonostante questo l'esercito arabo-berbero, guidato inizialmente dall'anziano giureconsulto Asad ibn al-Furāt, impiegò numerosi decenni prima di vincere la forte resistenza locale e quella dei bizantini che detenevano il controllo dell'isola. Dopo la caduta di Palermo, avvenuta nell'anno 831, sorse un emirato siciliano, divenuto di fatto autonomo (dall'899 e per quasi un secolo) dal potere dei Fatimidi, succeduti nel frattempo in Ifrīqiya agli Aghlabidi.
Mediante una lenta penetrazione prolungatasi per tutto il secolo e completata nel 902 con la caduta di Taormina, gli Arabo-Berberi d'Ifrīqiya si insediarono stabilmente sull'isola, sostenuti da una consistente immigrazione dal Nord Africa e da una riuscita opera di islamizzazione delle popolazioni isolane, soprattutto nella zona occidentale dell'isola. Il processo di islamizzazione non cancellò comunque l'elemento greco-latino che rimase maggioritario e il rilevante ruolo delle comunità ebraiche, che abbandonarono l'isola solo molti secoli dopo, per disposizione spagnola.
Nel resto del Meridione, ad eccezione dell'Emirato di Bari, che peraltro non si orientò mai verso la costruzione di un dominio regionale, e di quello di Taranto, la presenza araba in Puglia e in Campania ebbe fondamentalmente vocazione predatoria. Per questo i musulmani talora dettero vita a insediamenti stabili che potessero fungere da basi per sostenere le loro azioni militari nell'entroterra e sui mari (si ricordi in particolare la base sul Garigliano, o del Traetto). Non migliore fortuna ebbero i tentativi di espansione islamica verso la Calabria sul finire dell'VIII secolo.
La conquista araba della Sicilia ebbe come conseguenza globale il blocco dei commerci via mare col mediterraneo occidentale, facendo della rotta Bisanzio-Venezia l'unica praticabile alle navi europee da oriente a occidente, favorendo lo sviluppo di Venezia come porto di tutta l'Europa occidentale.
La dominazione araba sulla Sicilia ebbe termine tra il 1061 e il 1091, nei trent'anni che i normanni impiegarono a riconquistare l'isola (Palermo fu conquistata nell'agosto del 1071). Essa ebbe comunque influssi positivi sull'isola sia in campo economico (l'introduzione di più avanzate tecniche di coltivazione e l'eliminazione del latifondo, portarono a una maggiore produttività e contribuirono a dare un forte impulso ai già attivi commerci), sia in quello culturale. Palermo, ad esempio, conobbe una splendida fioritura artistica e fu ricordata come la principale città islamica del Maghreb, dopo Cordova, per l'alto numero di moschee, bagni pubblici (hammām) e istituzioni scolastiche.

### L'epoca contemporanea e gli Stati moderni
In epoca preislamica, gli Arabi vivevano non solo nell'originaria penisola arabica, ma anche in Siria (bilād al-Shām) e nella Mesopotamia centrale e meridionale, prima di emigrare in buon numero in quello che viene definito mondo arabo. Esso, all'alba del terzo millennio, comprende 22 Paesi del Vicino e Medio Oriente e del Nordafrica, che hanno ottenuto l'indipendenza dalle potenze mandatarie anglo-francesi e dall'Italia tra la prima e la seconda metà del Novecento, per effetto dei processi di decolonizzazione e delle guerre di liberazione animate dal nazionalismo arabo, che s'era già manifestato verso la fine dell'Ottocento, quando molti Stati erano ancora governati dall'Impero ottomano.
Politicamente oggi gli Arabi si riuniscono nella Lega araba.

## Genetica
Un recente studio genetico pubblicato sull'European Journal of Human Genetics nel 2019 ha dimostrato che le popolazioni dell'Asia occidentale (arabi), degli europei, dei nordafricani, degli asiatici del sud (indiani) e di alcuni asiatici centrali sono strettamente correlate tra loro. Possono essere chiaramente distinti dagli africani subsahariani o dalle popolazioni dell'Asia orientale.
Il cluster genetico "Eurasiatico occidentale" comprende le popolazioni di Europa, Medio Oriente, Nord Africa e gran parte dell'Asia meridionale. Storicamente, parti della Siberia e dell'Asia centrale erano anch'esse abitate da popolazioni dell'Europa occidentale.